# Rio Araçuai
Rio Araçuai (portugisiska: Rio Araçuaí) är ett vattendrag i Brasilien.   Det ligger i delstaten Minas Gerais, i den sydöstra delen av landet, 600 km öster om huvudstaden Brasília.
Omgivningarna runt Rio Araçuai är huvudsakligen savann. Runt Rio Araçuai är det mycket glesbefolkat, med 6 invånare per kvadratkilometer.